# Haus Nakatenus
Das Haus Nakatenus ist ein Wohnhaus in Düsseldorf-Niederkassel, Kaiser-Friedrich-Ring 94, am Rheindamm. Es wurde 1954–1955 nach Entwurf des Düsseldorfer Architekten Bernhard Pfau erbaut und steht unter Denkmalschutz. In dem Haus lebte die Bildhauerin Marianne Jovy-Nakatenus.

## Beschreibung

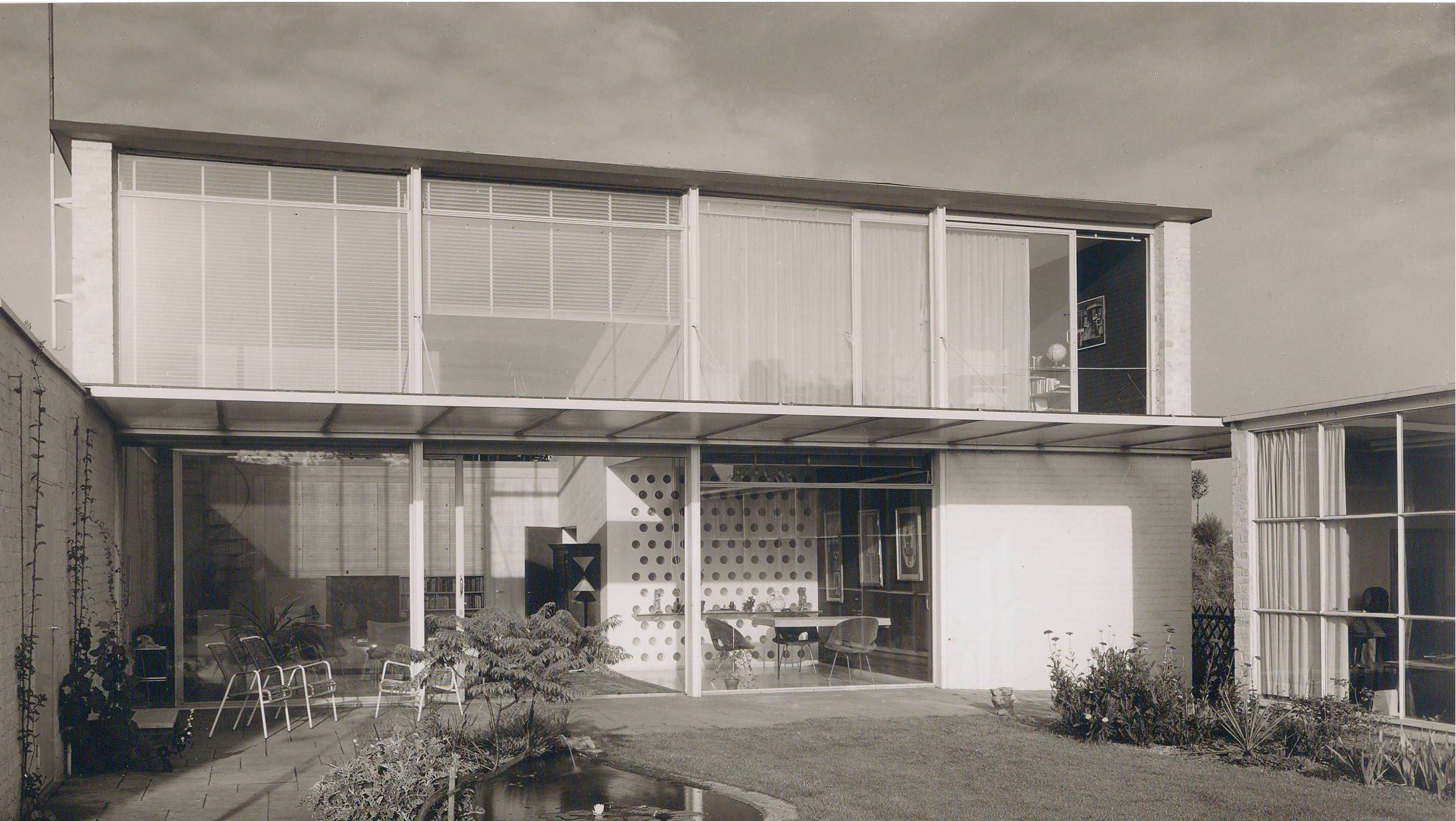
Haus Nakatenus in den 1960er Jahren

Das Gebäude ist geometrisch-abstrakt in kubischen Formen gestaltet. Pfau plante „einen Kubus, der so mit dem Damm verschnitten ist, dass er sich zur Straßenseite als eingeschossiger flacher Bau“ zeigt, obwohl das Gebäude teilweise zweigeschossig ist. In den Baukörper sind „Raumkuben mit unterschiedlichen Volumen“ eingestellt. Die „gegeneinander verschobenen Baukörper“ sind ablesbar.
Die Westfassade des Gebäudes war ursprünglich mit drei Meter mal drei Meter großen, transparenten Isolierglasscheiben ausgestattet, die „die fast vollständige Öffnung zum Garten hin“ ermöglichten. Inzwischen ist jedoch die Transparenz verloren gegangen, weil dunkel getönte Scheiben eingesetzt wurden.